# Flammleiste

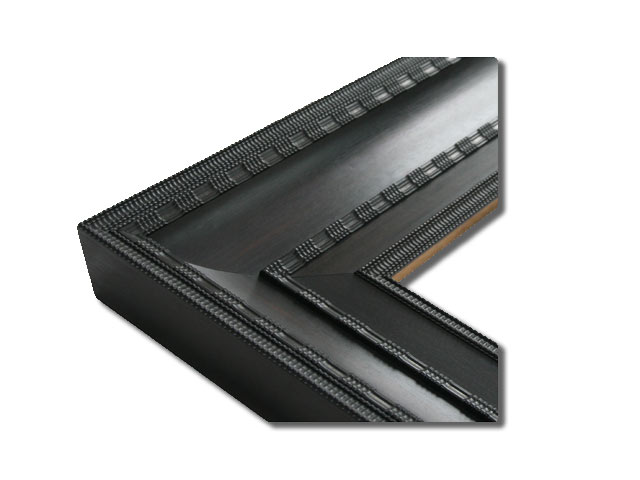
Flammleisten-Rahmen 17. Jahrhundert. Nachbildung

Die Flammleiste ist ein dekoratives Element in Form einer Zierleiste mit flammenähnlichem Dekor der späten europäischen Renaissance.

## Geschichte
Ihren Ursprung haben diese Leisten in Deutschland. Johann Schwanhardt, Kunstschreiner und Büchsenschifter aus Rothenburg ob der Tauber gilt allgemein als Erfinder des geflammten Hobelns (ca. 1600). Sein Schwiegersohn, Jacob Hepner, führte die Erfindung in Nürnberg ein und leistete damit einen wichtigen Beitrag zur Fertigung der im Barock in Mode gekommenen Well- und Flammleisten.
Im Klassizismus und danach fand sie wenig Verwendung und wurden erst im Historismus wieder aktuell. Im deutschsprachigen Raum wurde die Technik zur Herstellung solcher Leisten meist „Flammen“ genannt, - man sprach auch vom „geflammten Hobeln“. In Frankreich war die Bezeichnung „Wellen“ üblicher. In der neueren Literatur werden häufig das flammenähnliche Dekor (Flammleiste) und das wellige Band (Wellenleiste) unterschieden. Andere historische Begriffe sind Flammstab, Rumpelleiste, Rippenstab, Schableiste.

## Beschaffenheit und Verwendung
Flammleisten unterscheiden sich vom einfachen Profilstab dadurch, dass zusätzlich zum Querprofil auch noch in der Länge eine Profilierung vorhanden ist, entweder als einer Flammenlinie ähnliches Hin und Her oder weitaus häufiger als ein Auf und Ab in Wellenform.
Die Leisten fanden im Möbelbau, bei Vertäfelungen, als Einfassungsleisten von Füllungen und insbesondere bei der Anfertigung von Bilder- und Spiegelrahmen Verwendung. Kabinettschränke aus Augsburg, Reliefintarsien aus Eger, flämische und holländische Kabinettrahmen sind Beispiele dafür.

## Werkzeuge
Seit dem Barock wurden verschiedene Werkzeuge für die Fertigung gebaut. So entstanden der Flammleistenhobel, der Flammziehstock, die Wellenleistenziehbank. Diese Werkzeuge werden heute wieder nachgebaut.
Flammleistenhobel
Eine  Beschreibung, wie die genau bemessene und regelmäßige Bewegung zur Herstellung einer Flammleiste durch eine geeignete Führung realisiert wurde, lieferte Günther Heine in Werkzeuge des Schreiners und Drechslers.
Flammziehstock
Der Flammziehstock ist eine Weiterentwicklung des einfachen Profilleistenziehstocks, welcher seit Mitte des 16. Jahrhunderts bekannt ist. Diese Vorrichtung besteht im Wesentlichen aus vier Teilen,
- dem Stock, einem hölzernen Rahmen, an dem das Zieheisen und der Abnehmer befestigt sind, vergleichbar mit dem einfachen Flammstock,
- der Flammrute (Schablonenleiste),
- dem Ziehkloben mit Schlitten und
- der Führungslade.

Durch die Literatur sind einige Originale bekannt geworden.
Wellenleistenziehbank
Sie unterscheidet sich vom Flammziehstock vor allem darin, dass das Werkstück auf einem Schlitten festgespannt ist und durch eine besondere Führung bewegt wird. Der Unterschied zur industriellen Massenware ist vor allem anhand der Oberflächenqualität erkennbar, die sowohl von der Konstruktion der Wellenziehbank als auch von den handwerklichen Erfahrungen in der Ziehtechnik, der Anfertigung der Ziehprofil als auch der Holzkenntnis bestimmt wird. Beim Schabvorgang wird im Zehntel-Millimeterbereich gearbeitet, um Oberflächen gemäß den historischen Vorbildern zu erzielen.